# Esra Dermancıoğlu
Esra Dermancıoğlu (* 7. Dezember 1968 in Istanbul als Esra Altınay) ist eine türkische Schauspielerin.

## Leben und Karriere
Dermancıoğlu wurde am 7. Dezember 1968 geboren. Sie studierte am Franklin College Switzerland. Ihr Debüt gab sie 2008 in der Fernsehserie Sen Harikasın. Danach hatte sie einen Gastauftritt in Avrupa Yakası. 2010 spielte sie in dem Film Moral Bozukluğu ve 31 mit. Ihren Durchbruch hatte sie in der Serie Fatmagül'ün Suçu Ne?. Außerdem bekam sie eine Hauptrolle in dem Kinofilm Kadın İşi: Banka Soygunu. Dermancıoğlu ließ sich 2010 von ihrem Ehemann scheiden, da er gegen eine Schauspielkarriere war. Das Paar hatte eine Tochter. Unter anderem tauchte sie 2016 in Kırgın Çiçekler. Seit 2022 ist sie in Bir Küçük Gün Işığı zu sehen.

## Filmografie
Filme
- 2010: Moral Bozukluğu ve 31
- 2014: Kadın İşi: Banka Soygunu
- 2015: Hayalet Dayı
- 2015: Merdiven Baba
- 2017: Ayla

Serien
- 2008: Sen Harikasın
- 2009: Avruya Yakası
- 2010–2011: Fatmagül'ün Suçu Ne?
- 2012: Küçük Hesaplar
- 2013: Galip Derviş
- 2013: Doksanlar
- 2014: Sil Baştan
- 2015: Serçe Sarayı
- 2016: Muhteşem Yüzyıl: Kösem
- 2016: Kırgın Çiçekler
- 2018: Şahin Tepesi
- 2019–2021: Bir Zamanlar Çukurova
- 2021–2022: Kaderimin Oyunu
- seit 2022: Bir Küçük Gün Işığı